# 5691 Fredwatson
5691 Fredwatson este un asteroid din centura principală de asteroizi.

## Descriere
5691 Fredwatson este un asteroid din centura principală de asteroizi. A fost descoperit pe 26 martie 1992 la Siding Spring de Robert H. McNaught. Asteroidul prezintă o orbită caracterizată de o semiaxă mare de 2,33 ua, o excentricitate de 0,12 și o înclinație de 26,2° în raport cu ecliptica.